# 박형석
박형석(1994년 8월 18일 ~ )은 대한민국의 최애엔터테인먼트에 참가한 대한민국의 트로트 가수이다.
어렸을적 SBS스타킹에 트로트신동으로 출연했으며 트로트신동으로 활동하며 전국노래자랑, 트로트가요제등 각종 노래대회에서 상을 수상했다.
성인이되어 노래를 포기하고 일반인으로 지내다 최애 엔터테인먼트 프로그램에서 트로트그룹 다섯장 멤버로 장윤정에 의해 발탁되어 데뷔하게 되었다.